# نجات‌غریق‌ها
نجات‌غریق‌ها (انگلیسی: Life Savers) یک فیلم کمدی صامت کوتاه به کارگردانی ویلارد لوئیس است که در سال ۱۹۱۶ منتشر شد. از بازیگران این فیلم می‌توان به اولیور هاردی، بیلی روژ و هلن گیلمور اشاره کرد.